# TV 문화공감
《TV 문화공감》은 KBS 창원방송총국에서 제작/방송되었던 텔레비전 프로그램이다.

## 기획 의도
공연/전시회/연중 다양한 문화가 소식을 찾아가 전하며 예술을 공감하고, 살아있는 지역문화를 지향하는 문화 매거진 프로그램이다.

## 방송 시간
| 방송 채널   | 방송 기간                         | 방송 시간                           |
| ----------- | --------------------------------- | ----------------------------------- |
| KBS창원 1TV | 2011년 1월 4일 ~ 2011년 5월 24일  | 매주 화요일 밤 11:40 ~ 12:25 (45분) |
| KBS창원 1TV | 2011년 6월 1일 ~ 2012년 10월 3일  | 매주 수요일 밤 11:40 ~ 12:25 (45분) |
| KBS창원 1TV | 2012년 10월 17일 ~ 2018년 7월 3일 | 매주 수요일 밤 11:40 ~ 12:30 (50분) |